# Ichilo (província)
Ichilo é uma província da Bolívia localizada no departamento de Santa Cruz, sua capital é a cidade de Buena Vista.